# Чи вмієш ти зберігати секрети?
«Чи вмієш ти зберігати секрети?» (англ. Can You Keep a Secret?) — американський романтична кінокомедія режисера Еліз Дюран за мотивами однойменного роману Софі Кінселли, знятий за сценарієм Пітера Гатчінгса, з Александрою Даддаріо та Тайлером Гекліном у головних ролях.
«Чи вмієш ти зберігати секрети?» вийшов у США 13 вересня 2019 року.

## Сюжет
Емма Корріган — молодший торговельний представник компанії «Панда», яка виробляє органічні харчові продукти, провалює зустріч в Чикаго, яка могла б принести підвищення. Емма напивається у літаку до Нью-Йорка, тому легко розкриває свої особисті та професійні проблеми красивому незнайомцю, з яким вона сиділа поруч. Її хлопець Коннор зустрічає в аеропорту та пропонує почати жити разом. Вона погоджується, але шкодує про це наступного ранку.
На роботі Емма готується до візиту генерального директора компанії Джека Гарпера. Корріган впізнає в ньому красивого незнайомця з літака. Він погоджується нічого не говорити та не звільняти її, якщо вона у відповідь не розповість, що він був у Чикаго.
На нараді з маркетингу Емма припускає, що цільовою аудиторією для їх продуктової лінійки «Panda Bites» повинні бути не мілленіали, а літні люди. Коннор та інші колеги наполягають на необхідності скорочення продукції через відсутність попиту. Емма пізніше просить Ніка виділити бюджет на рекламу, щоб перевірити свою теорію.
Емма викликає Коннора в кімнату архіву для спонтанного сексу, щоб оживити їхні стосунки. Коли Коннор відмовляється, Емма кидає його. Джек запрошує її на вечерю, і вони починають романтичні стосунки, які не афішуються. Сусідка Емми по кімнаті та найкраща подруга Ліссі попереджає її, що стосунки можуть бути односторонніми.
Під час інтерв'ю Джек, говорячи про нову цільову аудиторію компанії як «дівчину з вулиці», починає описувати Емму, перераховуючи всі її секрети. Хоча він не назвав її імені, колеги розуміють, що це вона і починають знущатися з неї. Джек пізно розуміє, що накоїв. Емма відмовляється відповідати на його дзвінки. Коли він знаходить її в кафе, Емма вимагає розповісти, що він робив у Чикаго. Джек відмовляється. Сусідки Ліссі та Джемма пропонують їй поквитатися з ним, розкривши його секрети таблоїду, але вона відмовляється.
На зустрічі маркетологів Сібілл вітає Ніка з вигідним оголошенням в журналі для літніх людей. У промові він не згадує, що це була ідея Емми, але вона наполягає на правді, тому отримує підвищення.
Джек розкриває причину своїх поїздок в Чикаго: він навідував хрещеницю, про яку піклується після смерті її батька. Емма прощає його, однак Джемма прибуває зі своїм другом-журналістом, що розгнівало Джека. Емма вистежує його на борту літака до Чикаго. Вона запевняє, що нічого не сказала журналісту, і висловлює подяку за те, що він любив її, коли вона була собою. Потім він починає розкривати їй всі свої секрети.

## У ролях
| Актор               | Роль          |
| ------------------- | ------------- |
| Александра Даддаріо | Емма Корріган |
| Тайлер Геклін       | Джек Гарпер   |
| Джуда Фрідлендер    | Мік           |
| Лаверн Кокс         | Сибілл        |
| Кіміко Гленн        | Джемма        |
| Суніта Мані         | Ліссі         |
| Боббі Тісдейл       | Даг           |
| Кейт Істон          | Артеміда      |
| Девід Еберт         | Коннор        |

## Виробництво
У липні 2019 було повідомлено, що роман «Чи вмієш ти зберігати секрети?» Софі Кінселли буде втілено у фільм. Режисером кіноадаптації стала Еліз Дюран, Пітер Гатчінгс — сценаристом, Клод Дал Фарра, Бріс Дал Фарра, Браян Кіді — продюсерами. Головну жіночу роль виконає Александра Даддаріо, яка також є виконавчим продюсером стрічки. Тайлер Геклін зіграє головного чоловічого персонажа. У травні 2019 стало відомо, що композитором стрічки став Джефф Кардоні.

## Випуск
Фільм вийшов 13 вересня 2019 року. Локалізований трейлер вийшов 14 серпня 2019 року.

## Критика
На Rotten Tomatoes рейтинг стрічки становить 30 %, середня оцінка 4,29 / 10 на основі 10 відгуків критиків. На Metacritic середньозважена оцінка стрічки — 35 зі 100 на основі 4 відгуків критиків, що свідчить про «загалом несприятливі відгуки». На rogerebert.com Нік Аллен оцінив фільм у 1,5 зірки, зазначивши: «„Чи вмієш ти зберігати секрети?“ не викликає теплого сміху, а скоріше важких зітхань, хоча фільм має деяку жвавість — у фільмі є дух фарсу, який не сяє через пласкі жарти».